# Микролегирование
Микролегирование — введение в металл или в сплав небольшого количества легирующих добавок, общая масса которых не должна превышать 0,1 % массы исходного металла или сплава. Применяется для улучшения эксплуатационных свойств конструкционных, жаропрочных, нержавеющих сталей, цветных сплавов и модификации параметров многих полупроводниковых материалов.
Микролегирование может применяться как на поверхности, так и по объёму. Если микролегирование осуществляется по поверхности, то оно называется имплантацией.
Основными микролегирующими добавками являются ванадий, титан, бор, ниобий, цирконий, многие редкоземельные элементы (церий, иттрий, лантан и т. п.), их смеси, мишметалл, алюминий, азот, барий, кальций, магний. Методика микролегирования аналогична методам легирования.
Как правило, микролегирование отражается в основном на строении и энергетическом состоянии границ зёрен. При микролегировании происходит избирательная адсорбция вдоль границ, легкоплавкие примеси (олово, сера, свинец, висмут) связываются легирующими добавками образуя тугоплавкие соединения. Таким образом задерживается рекристаллизация, повышается жаропрочность, коррозионная стойкость, хладостойкость и уменьшается склонность к образованию трещин в сталях и сплавах.